# Хмелёвка (приток Большого Юга)
Хмелёвка — река в России, протекает по Череповецкому району Вологодской области. Устье реки находится в 65 км по правому берегу реки Большой Юг. Длина реки составляет 11 км.
Населённых пунктов по берегам реки нет.

## Данные водного реестра
По данным государственного водного реестра России относится к Верхневолжскому бассейновому округу, водохозяйственный участок реки — Рыбинское водохранилище до Рыбинского гидроузла и впадающие в него реки, без рек Молога, Суда и Шексна от истока до Шекснинского гидроузла, речной подбассейн реки — Реки бассейна Рыбинского водохранилища. Речной бассейн реки — (Верхняя) Волга до Куйбышевского водохранилища (без бассейна Оки).
Код объекта в государственном водном реестре — 08010200412110000009571.